# Allodia pistillata
Allodia pistillata är en tvåvingeart som först beskrevs av Lundstrom 1911.  Allodia pistillata ingår i släktet Allodia och familjen svampmyggor. Enligt den finländska rödlistan är arten otillräckligt studerad i Finland. Arten är reproducerande i Sverige. Artens livsmiljö är moskogar. Inga underarter finns listade i Catalogue of Life.